# Gau Franken

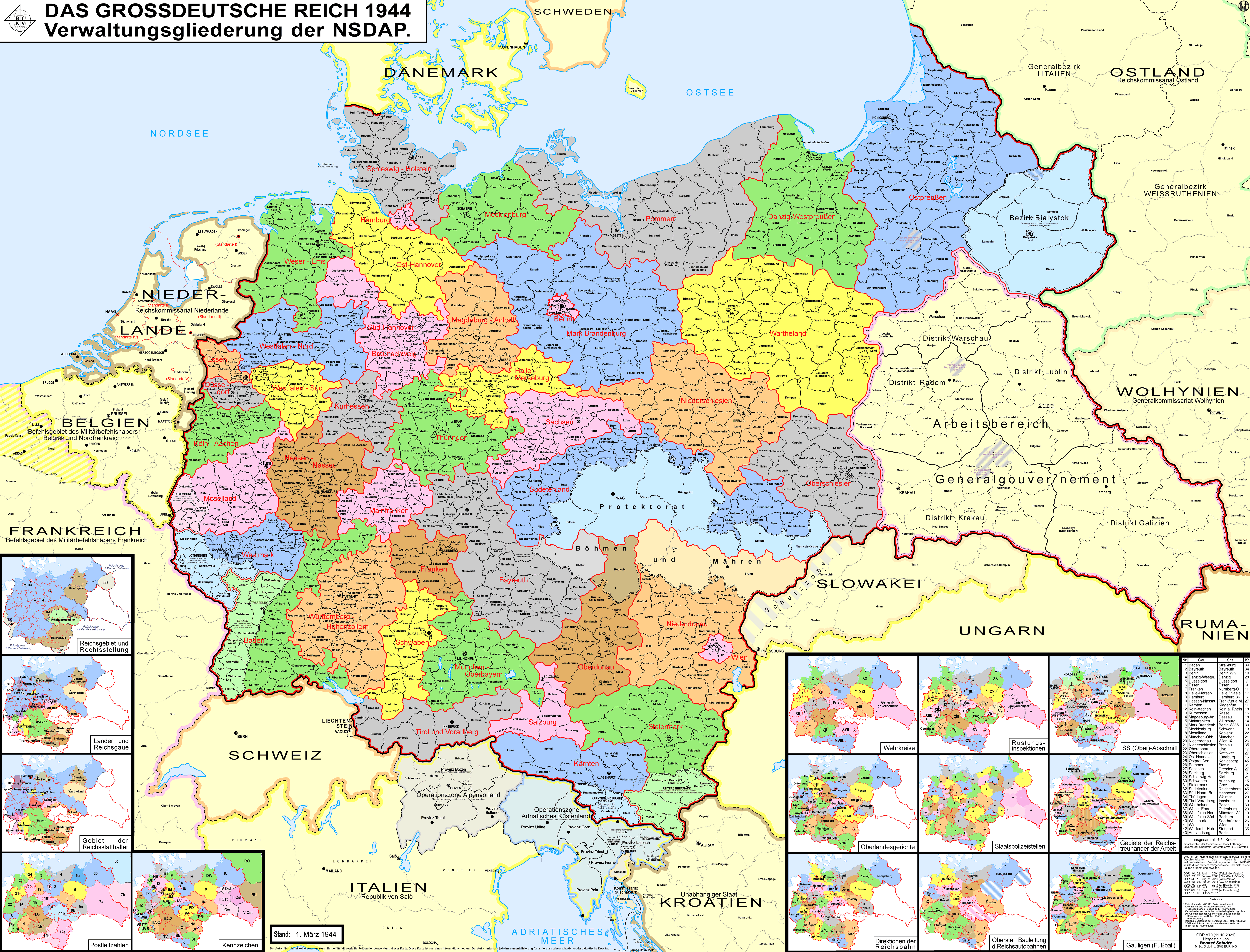
Gaue des Deutschen Reiches 1944

Der Gau Franken war eine Verwaltungseinheit der NSDAP. Von 1928/29 bis 1936 hieß er Gau Mittelfranken. Der Gauleiter war bis 1940 Julius Streicher, der im Nürnberger Prozess 1946 als Hauptkriegsverbrecher zum Tode verurteilt wurde. Daneben bestanden der Gau Unterfranken und der Gau Oberfranken bzw. Gau Bayreuth.

## Geschichte und Struktur

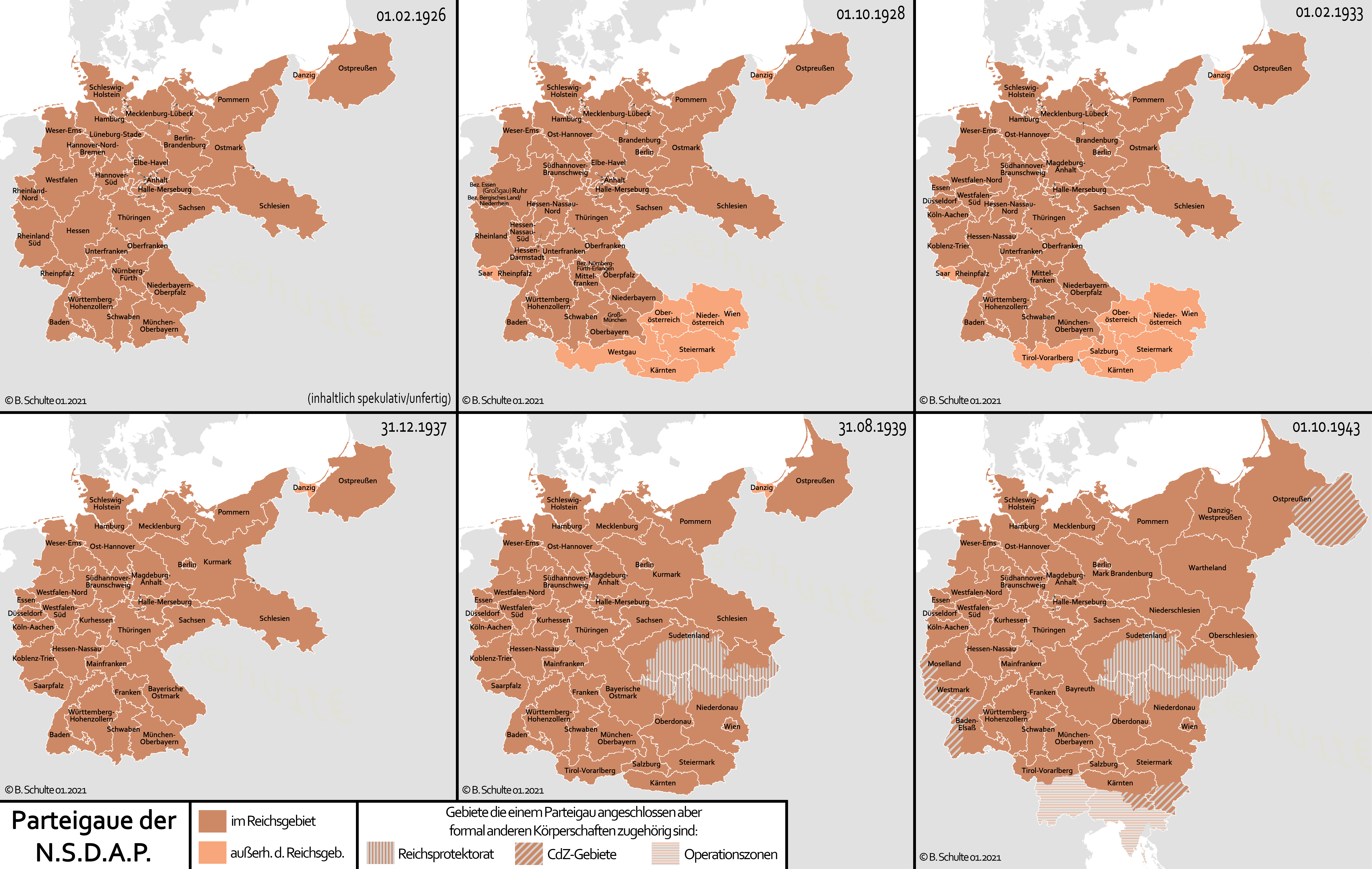
Gaue der NSDAP 1926, 1928, 1933, 1937, 1939 und 1943

Ein Gau Nordbayern bestand mit dem Zentrum in Coburg. Der Nürnberger Ortsgruppenleiter seit 1921, Julius Streicher, führte seit 1925 einen selbstständigen NS-Bezirk Nürnberg-Fürth, der 1929 im Gau Mittelfranken aufging, und gab sich schon in den 1930er Jahren den Titel „Frankenführer“. Der kurzzeitige Gauleiter im übrigen Mittelfranken, der Ansbacher Kreisleiter Wilhelm Grimm, wurde 1929 zum Stellvertreter. In der SA hatte Streicher den Rang eines SA-Obergruppenführers. Gegen den SA-Führer in Franken Wilhelm Stegmann ging er im Dezember 1932 mit aller Macht vor, als dieser seine Amtsführung kritisierte. Der brutale „Schatten Streichers“ Georg Gradl MdR übernahm 1928 die Funktion des Gaugeschäftsführers in Nürnberg.
Im Freistaat Bayern wurde 1933 Franz Ritter von Epp als Reichsstatthalter eingesetzt, dem auf der staatlichen Ebene die sechs bayerischen Gaue unterstanden. Zum Gau Franken gehörten Mittelfranken vom Regierungsbezirk Oberfranken und der Regierungsbezirk Mittelfranken mit etwas über 1 Mio. Einwohnern. Die Gauleiter übernahmen aber immer mehr staatlichen Aufgaben und wurden so zur eigentlichen Machtinstanz in den Regionen.
Die Gauleitung saß in Nürnberg, der Stadt der späteren Reichsparteitage. Eine Gauführerschule bestand in Schloss Ermreuth, wo Streicher häufig zu Gast war. Sein innerparteilicher Konkurrent war Nürnbergs Oberbürgermeister (seit 1933) Willy Liebel, der stets Distanz zu Streicher hielt, auf dessen persönliche Intervention der Abbau des von ihm als „Judenbrunnen“ titulierten Neptunbrunnens 1934 erfolgte. Er erzwang den Abbruch der Nürnberger Hauptsynagoge am Hans-Sachs-Platz bereits im August 1938, bereits einige Monate vor der Reichspogromnacht. Nach dem 9. und 10. November 1938, bei denen allein in Nürnberg elf Menschen ermordet wurden, zwang die Gauleitung die jüdischen Eigentümer, „zugunsten der von dem Beauftragten der Gauleitung noch zu benennenden Erwerber Grundstücke, Häuser und Geschäfte zu erpresserischen Bedingungen (10 % des Wertes) zu verkaufen“. Jüdisches Eigentum ging an Streichers Vertreter und von dort an hohe Parteigenossen. Der Verstoß gegen das Gebot der Entfernung von Juden aus der Wirtschaft ausschließlich durch staatliche Stellen vom 12. November 1938 führte zu einer Untersuchungskommission, die „in ein Wespennest von Korruption“ stieß. Streicher bereicherte sich, dem dies nach NS-Sicht nicht zustand. Die Kommission ergänzte ihren Bericht mit einer Liste sonstiger Vergehen und Abartigkeiten des Gauleiters, die seine Raffgier, seine exzessive Aggressivität selbst gegenüber führenden Parteigenossen und öffentliches übergriffiges Verhalten gegenüber Frauen thematisierte. Streicher wurde vom obersten Parteigericht zwar nicht bestraft, aber doch durch ein im Februar 1940 tagendes „Gauleiter-Ehrengericht“ aller Ämter enthoben. Streicher wohnte außerhalb Nürnbergs auf dem Landgut Pleikershof bei Cadolzburg. Auf Anordnung Hitlers durfte Streicher sowohl den Titel „Gauleiter“ behalten als auch die zugehörige Uniform tragen. Ein früher Vertrauter Julius Streichers, der von Parteigenossen als „geistiger Leiter des Nürnberger Gaues“ angesehen wurde, war Ludwig Franz Gengler. Gauwirtschaftsberater war der AEG-Direktor und Nürnberger IHK-Präsident Otto Strobl. Gaudozentenbundführer war der Erlanger Frauenarzt Hans Albrecht Molitoris, der ein rassenbiologisches Institut an der Universität Erlangen befürwortete. Als Gaukulturwart sorgte der Gestapo-Führer Georg Kiessel für antisemitische Zensur.
Von 1925 bis 1926 führte Karl Holz die Geschäftsstelle und war 1926 vertretungsweise – während Streicher in Haft war – örtlicher Ortsgruppenleiter. 1929 war er örtlicher Bezirksleiter und leitete ab diesem Jahr den Bereich Gaupropaganda bei der mittelfränkischen NSDAP-Gauleitung. Von 1927 und 1933 fungierte er als verantwortlicher Schriftleiter und danach bis 1938 als Hauptschriftleiter des Stürmers.
Seit November 1942 zum Reichsverteidigungskommissar von Franken ernannt, war Holz am 4. April 1942 mit der Gauleitung beauftragt worden. Im September 1942 wurde er zum NSDAP-Befehlsleiter und im November 1942 zum SA-Gruppenführer befördert. Hitler ernannte Holz erst im November 1944 kurz vor Kriegsende zum Gauleiter von Franken. Zudem bekleidete er noch die Funktionen eines Beauftragten des Generalbevollmächtigten für den „Arbeitseinsatz“, Fritz Sauckel, und den „totalen Kriegseinsatz“. Holz leitete bei Kriegsende auch den Volkssturm in Franken.

## Gauleiter
Gauleiter waren (vgl. auch Geschichte und Struktur oben)
- Wilhelm Grimm (2. September 1928–1929)
- Julius Streicher (2. April 1925/1929–1945, seit 16. Februar 1940 beurlaubt)
- Kreisleiter Hans Zimmermann (kommissarisch mit der Führung, dann mit der Leitung des Gaues beauftragt 16. Februar 1940–4. April 1942)
- stellv. Gauleiter Karl Holz (mit der Führung der Geschäfte beauftragt 19. März 1942–Nov. 1944)
- Karl Holz (Nov. 1944–20. April 1945)

Stellvertreter Gauleiter war (zeitweise unbesetzt)
- Wilhelm Grimm (ab 1929)
- Karl Holz (1. Januar 1934–Februar 1940; 19. März 1942–Nov. 1944)